# 430. mornariški divizion
La 430ª Divisione navale, in sloveno 430. mornariški divizion, è la marina militare della Slovenia, componente navale delle forze armate nazionali (Slovenska vojska).
Dotata di un ridottissimo sbocco al mare nella parte settentrionale del mare Adriatico, la Slovenia mantiene una piccola componente navale militare responsabile per le attività di sorveglianza costiera e sicurezza anti-terrorismo in ambito marittimo, composta fondamentalmente da due sole imbarcazioni da pattugliamento.

## Storia

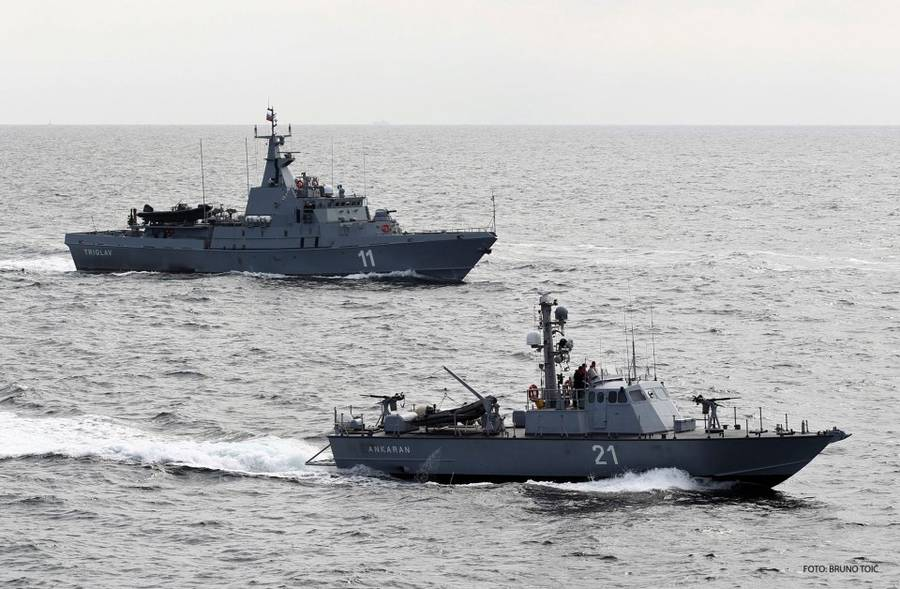
Le principali unità operative della marina slovena fotografate nel 2013: in primo piano la motovedetta Ankaran, in secondo piano il pattugliatore Triglav

Dopo la sua indipendenza dalla Jugoslavia nel giugno 1991, la Slovenia si ritrovò a controllare un ridottissimo sbocco al mare incentrato sul porto di Capodistria, con una linea costiera lunga appena 43 chilometri e una zona economica esclusiva ampia 220 chilometri quadrati. Inizialmente non fu creata alcuna forza navale militare, e nessuna significativa azione di combattimento marittimo prese vita nel corso della breve "guerra dei dieci giorni" tra Slovenia e Jugoslavia; il 31 gennaio 1993 fu tuttavia attivata, subordinata al comando congiunto delle forze armate slovene, una forza di difesa costiera designata come 430ª Divisione navale (430. mornariški divizion). 
Per dotare la piccola forza navale slovena di assetti navali fu tuttavia necessario attendere l'ufficiale venir meno dell'embargo sulla vendita delle armi alle nazioni della ex-Jugoslavia, proclamato dalle Nazioni Unite dopo l'inizio delle guerre jugoslave; la 430. mornariški divizion ottenne quindi il suo primo vascello nel 1996, quando la Slovenia acquistò da Israele una moderna motovedetta della classe Super Dvora Mk II, entrata in linea con il nome di Ankaran. Furono stesi piani per acquistare ulteriori vedette di questo tipo, ma nel 2008 il governo di Lubiana optò invece per l'acquisizione di unità di costruzione russa, fornita come compensazione per un debito contratto dalla Russia con la stessa Slovenia: nel 2010 entrò quindi in linea con la 430. mornariški divizion il Triglav, un pattugliatore da 375 tonnellate di dislocamento della classe Svetljak, dotato di un armamento piuttosto potente comprendente un impianto di mitragliere da 30 mm AK-630, un impianto di lancio per missili antiaerei Igla e due lanciatori per missili Shturm V (la versione navale del missile anticarro Ataka). Furono poi acquistati alcuni RHIB per operazioni in acque costiere, due dei quali imbarcabili dal Triglav.
Membro della NATO e dell'Unione europea dal 2004, la Slovenia ha partecipato con la sua piccola marina militare ad alcune operazioni navali degli alleati: nel dicembre 2013 il Triglav affiancò le unità italiane del corso dell'operazione Mare nostrum, missione di salvataggio in mare dei migranti che cercavano di attraversare il Canale di Sicilia partendo dalle coste libiche; nell'ottobre 2015 il Triglav fu invece inviato a prendere parte alla similare operazione Sophia promossa dall'Unione europea.

## Struttura
Con quartier generale situato presso la "Caserma dei marinai sloveni" (Vojašnica Slovenski pomorščaki) di Ancarano, la 430. mornariški divizion è subordinata direttamente al Comando generale delle forze armate slovene e si struttura su cinque componenti fondamentali:
- comando di divisione;
- centro operativo marittimo;
- sezione sommozzatori;
- distaccamento navale (controllante le imbarcazioni in servizio);
- distaccamento di supporto operativo (responsabile delle attività di logistica).